# Itō Masatoshi
Itō Masatoshi (japanisch 伊藤 雅俊; * 30. April 1924 in Tokio; † 10. März 2023) war ein japanischer Unternehmer.

## Leben und Wirken
Itō Masatoshi machte seinen Studienabschluss 1944 an der Städtischen Universität Yokohama und führte das Bekleidungsunternehmen „Yōkadō“ (羊華堂) fort, das der jüngere Bruder seiner Mutter Yoshikawa Toshio (吉川 敏雄) 1920 gegründet hatte. 1958 baute er das Unternehmen aus und nannte es ヨーカ堂 (ヨーカ堂) und dann ab 1971 Itō-Yōkadō (イトーヨーカ堂). Das Unternehmen gehört heute zum japanischen Konzern Seven & I Holdings, zu dem auch 7-Eleven und Denny’s in Japan gehören.
Itō war verheiratet, hatte drei Kinder und wohnte mit seiner Familie in Tokio. Nach Angaben des US-amerikanischen Forbes Magazine gehörte Itō 2005 zu den reichsten Japanern und ist in The World’s Billionaires gelistet.